# Akant (miesięcznik)
Akant. Miesięcznik literacki – czasopismo wydawane przez bydgoskie Towarzystwo Inicjatyw Kulturalnych, założone w 1998 roku przez Stefana Pastuszewskiego (od początku: sekretarza redakcji). Przedstawia poezję, prozę, eseje, recenzje i artykuły naukowe.